# 切尔瓦斯卡
切尔瓦斯卡（義大利語：Cervasca），是意大利库内奥省的一个市镇。总面积18平方公里，人口4727人，人口密度262.6人/平方公里（2009年）。ISTAT代码为004064。

## 友好城市
- 法國阿洛斯